# Primarias del Partido Demócrata de 2008 en Oklahoma

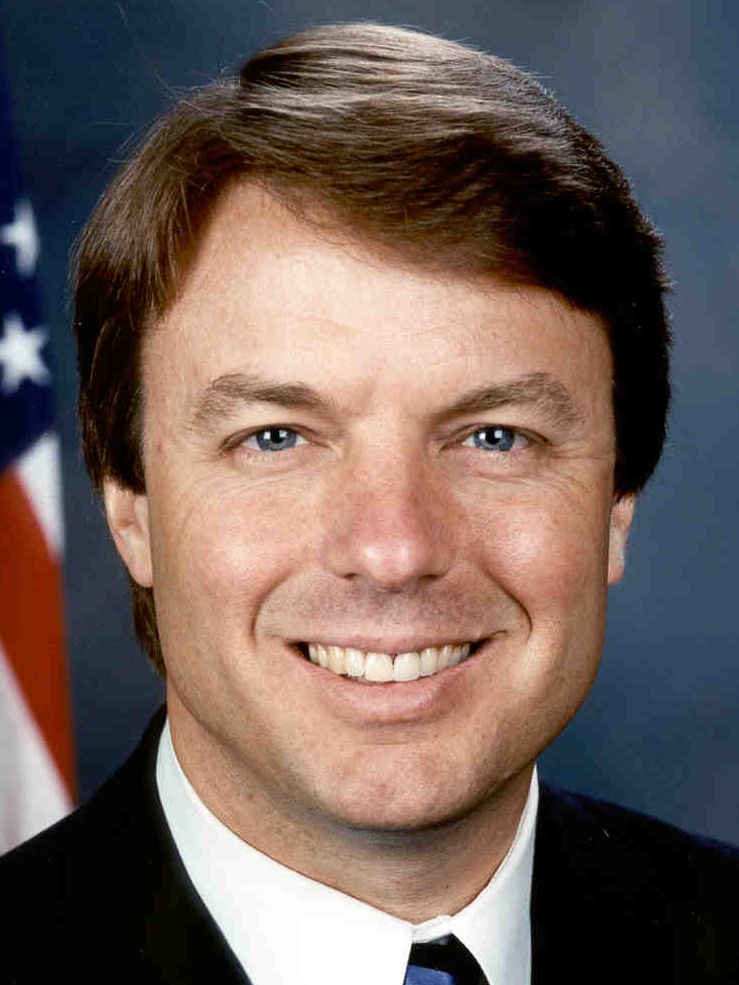
John Edwards, candidato que más dinero recogió en las primarias

Las Primarias demócratas de Oklahoma, 2008, son parte del proceso de elección del nominado para ser el Presidente de los Estados Unidos, y fueron el 5 de febrero. Oklahoma tiene un total de 47 delegados, 38 de la cual son delegados regulares (electos por las personas). Las primarias son "cerradas" o en otras palabras solo los que están registrado como demócratas pueden votar.
Hillary Clinton, Chris Dodd (retirado), Bill Richardson (retirado), Barack Obama, Dennis Kucinich (retirado), John Edwards (retirado), y Jim Rodgers aparecerán este año en las boletas electorales. Todos menos Jim Rogers fueron candidatos con campañas serias. Rogers es un candidato que se postuló gobernador de Oklahoma en el 2006.

## Dinero obtenido de Oklahoma
Obtenido de los ciudadanos de Oklahoma
| Candidato       | Dinero recogido (US$) |
| --------------- | --------------------- |
| John Edwards    | $397,316              |
| Barack Obama    | $396,592              |
| Bill Richardson | $83,070               |
| Hillary Clinton | $508,050              |
| Joe Biden       | $5,400                |
| Chris Dodd      | $850                  |
| Dennis Kucinich | $3,767                |

## Resultados
| Candidato         | Votos   | Porcentaje | Delegados |
| ----------------- | ------- | ---------- | --------- |
| Hillary Clinton   | 228,425 | 54.77%     | 24        |
| Barack Obama      | 130,087 | 31.19%     | 14        |
| John Edwards*     | 42,717  | 10.24%     | 0         |
| Bill Richardson*  | 7,076   | 1.7%       | 0         |
| Jim Rogers        | 3,902   | 0.93%      | 0         |
| Christopher Dodd* | 2,511   | 0.6%       | 0         |
| Dennis Kucinich*  | 2,377   | 0.57%      | 0         |
| Total             | 417,095 | 100%       | 38        |

* Candidato se ha retirado antes de la contienda.